# Eublemma thermobasis
Eublemma thermobasis är en fjärilsart som beskrevs av George Francis Hampson 1910. Eublemma thermobasis ingår i släktet Eublemma och familjen nattflyn. Inga underarter finns listade i Catalogue of Life.